# Livslang læring
Begrebet livslang læring er en betegnelse for ambitioner om at sætte læring i et bredere perspektiv end skolegang. Ud fra dette begreb er andre begreber, såsom livslang vejledning også udfærdiget med hensigten om, at sikre og understøtte livslang læring.
Johann Amos Comenius nævnes ofte som den egentlige "fader" til begrebet.
Udtrykket anvendes både normativt og procesbeskrivende. I procesbeskrivende sammenhæng anvendes ofte begrebet livslang uddannelse.

## Livslang læring som norm
Som norm knytter begrebet sig til den humansitiske pædagogik og betegner det ønskelige i, at ethvert menneske lærer gennem hele livet. Skolen er kun en lille del af læreprocessen. Målet er at opnå en almen oplysning hos befolkningen, som kan understøtte og udvikle demokratiet. FN fastsatte i løbet af 1950' erne de første egentlige internationale normer for livslang læring gennem UNESCO's såkaldte Montreal-erklæring. 

## Livslang læring som proces
De fleste sociologer er i dag enige om, at de samfundsmæssige krav om omstilling og fleksibilitet kræver, at hvert enkelt individ udvikler nye kompetencer gennem hele sit livsforløb.
I løbet af 1980'erne knyttede forskningen i stigende grad begrebet livslang læring til nødvendigheden af af tilpasse sig globaliseringen. Nu blev den humanistiske tradition suppleret med, nogle kritikere hævder at den blev erstattet af, en arbejdsmarkedspolitisk strategi. Bolognaprocessen er EU's udmøntning af en arbejdsmarkedspolitisk livslang uddannelsesproces. I efteråret 2009 vedtog EU en ny strategi for det europæiske samarbejde på uddannelsesområdet, gældende for perioden 2010-2020. Her er livslang læring et af fem fokusområder. .

## Danske initiativer
I Danmark knyttede de fleste oprindeligt begrebet livslang læring til den tradition for voksenuddannelse, som startede med Grundtvig og Christen Kold. Den danske Stat har vist vilje til at understøtte denne proces gennem tilbud om formaliserede Voksen- og efteruddannelser, betegnet som VEU. Argumenterne har imidlertid været forskellige. I en rapport fra 1978, U90, understregede det socialdemokratisk dominerede udvalg, at formålet med en øget indsats på voksenuddannelsesområdet var at skabe større lighed i samfundet og dække alle sider af tilværelsen. 
I strategien fra 2007, fremsat af VK – regeringen formulerede Bertel Haarder bl.a målsætningen således:
"[Livslang læring].. er afgørende for at højne uddannelsesniveauet og styrke konkurrence- og sammenhængskraften i det danske samfund...Globaliseringsstrategiens overordnede mål er at gøre Danmark til et førende vidensamfund med en stærk konkurrencekraft og en stærk sammenhængskraft.Uddannelse, livslang opkvalificering, forskning og innovation på allerhøjeste internationale niveau er afgørende for at nå dette mål." 